# كأس تونس للكرة الطائرة للرجال 2011–12
كأس تونس للكرة الطائرة للرجال 2011-2012 هو الموسم رقم 56 من كأس تونس للكرة الطائرة للرجال.

فاز بهذا الموسم النادي الرياضي الصفاقسي.

## روابط خارجية
- الموقع الرسمي للجامعة التونسية للكرة الطائرة.